# 岡村オファーがきましたシリーズ
岡村オファーがきましたシリーズ（おかむらオファーがきましたシリーズ）は、フジテレビ系列のバラエティ番組『めちゃ×2イケてるッ!』の企画のひとつ。

## 概要
岡村隆史がある事に挑戦する様子をドキュメンタリータッチで放送。主にスペシャルとして数年に一度放送される。今までに数々のミラクルを起こしており、めちゃイケの看板企画の1つとなっている。シリーズに含まれないがこの企画の前身として、めちゃモテ時代にコシノジュンコからオファーを受け、ファッションショーに出場したことがある。
企画冒頭では、ナインティナインがフジテレビジョン社屋前の砂浜で撮影し、その中のトークで矢部から今回のオファー内容が発表。それに対し岡村が強く拒否するのが恒例。しかし、オファー主と面会すると態度を一転させ調子に乗る発言をするようになる。また、時にはオファー主との行き違いや、岡村の勝手な勘違いにより、暴走をしてしまい危うく取り返しがつかないような事態になることもしばしばある。
また、岡村が毎回着る青いジャージが「オファージャージ」と呼ばれ恒例になっている。『とぶくすり』のコント『はばたけ!舞浜商科大学』から引き継がれている。腕や胸にはこれまでのオファーとギャラを記した布が貼られる。このオファージャージはレプリカを元メンバーの三中も着用していた（足柄SA支配人就任まで）。
本番前にはめちゃイケメンバーによる壮行会が行われるが、その中で加藤浩次が忘れ去られキレまくり、それを相方の山本圭壱が仲裁を試みるが、そこから極楽とんぼが激しいケンカを繰り広げる「極楽シアター」が恒例だった。山本圭壱が不祥事を起こしての降板後は雛形あきこ（第11弾）、妻・緒沢凛（第12弾）を相手に同様のシーンを演じた。第13弾では、この日に謹慎から解除された江頭2:50の全裸騒動をめちゃイケメンバーに弄られ、口上風に謝罪を行った。第15弾では山本が吉本に復帰したこともあり形は違うものの久しぶりに加藤との喧嘩が復活した（但し本放送ではなく未公開として）。また、岡村衣装などでふざけ、それに対し「代役を用意している」として後輩のキングコング・梶原雄太が登場し、動きのキレ対決などにもつれ込むこともあった。なお、梶原とは心的障害で長期休養を挟んだ者同士ということもあり、実際は意気投合している。番外編では、渡辺直美が登場。
DVD誕生のきっかけは、岡村の43歳の誕生日を祝うための、めちゃイケスタッフが岡村にまつわるクイズに答えるという「スーパースター岡村感謝祭」において、若いスタッフから「信じられない誤答が続出」したことに怒った岡村が「DVD 出してやるよ!」と叫んだことだった。実際に2013年9月に初の番組DVDである「めちゃイケ 赤DVD」として2007年のEXILEのライブ参加、2012年のEXILEのライブ乱入第2弾がDVD化された。続いて第3弾として岡女。修学旅行、第7弾として杉山愛と対決が発売された。
これと対になる企画として「矢部浩之のオファーしちゃいましたシリーズ」がある。

## 内容
視聴率はビデオリサーチ関東地区調べ

### 第1弾 ジャニーズJr.としてSMAPのコンサートに出演
（1997年10月4日放送「ガチコン言わしたるッ!スペシャル!!」） 視聴率18.4%
自分は身長が低いだけで顔は悪くないと言い張る岡村。「ギンギラギンにさりげなく」のダンスと「スリラー」の踊りとバク転を見せつける。そんな岡村にジャニーズJr.入りが提案され、岡村は近藤真彦からの推薦状を手にジャニーズJr.に乗り込む。
無事にジャニーズJr.入りを果たした岡村は翌日京セラドーム大阪(当時：大阪ドーム)で開催されるSMAPのライブへの参加を半ば強引に決定、他のジャニーズJr.に加わりダンスの猛特訓が始まる。さらにバックダンサーとして中居正広のソロ曲「みんな1人じゃないのだ!?」にも参加することを提案、正式な許可を得ないまま徹夜で練習を行う。リハーサルでは中居が行う「坂田師匠歩き」の真似をしたり等暴走し中居から出演拒否を言い渡されるも、「中居より目立たないこと」を条件に正式に出演許可を得たのであった。
本番では岡村本人であることを気づかれない為にカツラを被って登場し、無事に第一ブロックを成功させる。第二ブロックのフリーダンスにて「変なおじさん」→「ヒゲダンス」→「スリラー」→「ロボットダンス」→「ブレイクダンス」を披露、木村と並ぶ活躍を見せ、中居のソロへと移って行く。
出だしは好調であったが、我慢が出来ずに「坂田師匠歩き」を披露、中居の前に立ちはだかってダンスを始め、中居が乗るはずであったリフターに乗ってダンスをするという暴挙に出た。この暴走に中居は激怒し、ステージ上で岡村のカツラを取り正体をばらしてしまう。この事態に激怒した矢部はステージ裏に戻ってきた岡村をビンタするも中居以外のSMAPメンバーが「隆史最高！」と岡村を賞賛、激怒していた中居だけが仲間外れになり岡村は反省を見せることもなく大満足でライブ出演を終えた。
放送終了後の1997年10月9日、中居がナインティナインのオールナイトニッポンで飛び入りで出演、番組終了まで岡村に見せ場を潰された事を愚痴り続けていたが、出来上がった番組を見た香取慎吾が「面白かった」と爆笑していた事を明かしていた。
この企画は他のオファーシリーズとは違い、誰からのオファーも受けることなくスタートしている。
2002年12月、2013年1月放送の「中居ナイナイ日本一周」、2004年7月放送の「FNS27時間テレビ」でも岡村はSMAPのライブに出演している。
尚、コンサートで共に踊ることになった当時のジャニーズJr.の中にはCDデビュー前のタッキー&翼の滝沢秀明と今井翼、関ジャニ∞の横山裕、渋谷すばる、村上信五がいた。関ジャニ∞メンバーとは彼らのCDデビュー後に番組内で再会、同じジャニーズJr.だった仲間としての絆を再確認した。

### 第2弾 月9ドラマ「ブラザーズ」にゲスト出演
（1998年5月2日放送） 視聴率21.6%
月9ドラマ「ブラザーズ」がお寺が舞台の為、僧侶役と勘違いした（という脚本により）岡村は頭を丸めて登場したが、実際は警官役だった。リハーサルでアドリブを飛ばし主演の中居を怒らせてしまう。ギャラは55,555円。

### 第3弾 結婚披露宴司会
（1998年6月20日、6月27日、2週にわたって放送）
北海道の一般視聴者から結婚披露宴での司会を依頼され、安いギャラ（22,222円）で奮闘。
極普通の家庭で育ち、極普通の生活、極普通の2人でこのまま結婚してしまったら何の感動もない結婚式になるのでは…と岡村に依頼。しかし無趣味・プロポーズの言葉もなし、等何の話題性もなく司会の進行に使用する生い立ちなどの作成に四苦八苦、岡村は無理矢理2人を映画「タイタニック」の主人公
（1等客室と3等客室）の立場のように話を作る。結局一睡もせず朝ギリギリまで台本を作成（実際は予定より遅れ、熟睡していた矢部を寝起きドッキリでもなく普通に起こした）、式に挑む。司会するにあたって徳光和夫より色々とアドバイスを聞いており、途中「ユーモアを取り入れても
よい」との事で、司会者参考書の表紙イラストを真似て頬と鼻を赤くしたメイク、「ケーキ入刀（乳頭）」のギャグを入れる（2005年放送の有野晋哉披露宴司会、2013年放送の矢部浩之・青木裕子披露宴でも使用した）。結局披露宴は感動の内に終わり、場内からは「よくやった!」等大絶賛を浴びた。その時岡村は「少し眠らせて下さい（一睡もしていない）」と、式を締め括った。
この夫婦は後に2006年11月18日放送めちゃイケ10周年再会企画「司会は、オカムラ、時々、ヤベ」
に出演している。

### 第4弾 新春かくし芸大会で中国ゴマに挑戦
（1998年12月26日放送「絶対満点で年を越すぞ!いつか最高の自分にスペシャル!!」）
早稲田大学入学でスタッフが辞退した広末涼子の代打として、ネプチューン・安達祐実らと「新春かくし芸大会」で披露する中国ゴマの猛練習を積んだ。難しい技に見事成功し宣言通り満点を獲得するが、中国系のかくし芸という事で少林寺のアクション物と勘違いしジェット・リーを意識し丸めてしまった頭をカツラを取りだしてしまった。最後にホリケンと岡村がバク転をキメる予定だったが取り止めとなったが、当日本番ではバク転を決めてみせた。
ギャラは9,990円だった。

### 第5弾 ムツゴロウ動物王国で競馬対決
（1999年10月9日放送「シャカリキに頑張るゾ 動物王国スペシャル」）
畑正憲とムツゴロウ王国の国王を賭けた競馬対決。全く乗馬経験のない岡村がわずか3日でマスターして対決。岡村は、性格は荒いがめっぽう速い馬「マロン」で勝負する事に。レース当日岡村は「人馬一体」のビートたけしの着ぐるみで登場、それで勝負しようとしメンバーを失望させる。岡村オファーシリーズは「万が一の為毎回代役を用意している」と言う矢部は昭和のいる・こいるを呼んでいた。当の本人は何の為に呼ばれたか分かっていなかった（と言う設定）。結局レースは行われたが、本来1年乗馬を経験しても競馬に出る事は無謀と言われており、誰もが今回だけは無理と思っていたが、スタッフさえ予想しなかったミラクルを起こす。しかし、本来騎乗する予定だったマロンではなく、実績の無い競走馬「ジュリ」に騎乗し1位になった。「マロン」は岡村に乗馬指導していた人（高杉さん）がレースで騎乗しており、結局国王交代はお流れに。しかし、王国での頑張りを評価されムツゴロウ王国名誉国王となった。
喘息が原因でムツゴロウ王国に入国出来なかった加藤は、競馬対決前夜の壮行パーティーの食材探しで1人キノコ取りに行かされるが、パーティー時を忘れられていて山本圭壱とケンカになり、ムツゴロウが動物を宥めるかのように加藤を宥めた。（極楽とんぼのコント）
岡村が寝起きでムツゴロウにハムを与えられわずか6秒で食べたことから、後に「寝起き早食い王決定戦」が企画化された。
ビートルズ、モンキーズの楽曲がBGMに使用されている。

### 第6弾 フルマラソン完走
（1999年12月31日 - 2000年1月1日放送、メイキングは2000年1月22日放送）
LOVE LOVE2000・めちゃ×2あいしてるッ!内生放送中にフルマラソン完走。
当初は5kmのファンランに参加するオファーを受け、「1位になって奇跡を起こす、できなければ犬吠埼で寒中水泳」と公約を掲げる。結果、5kmのファンランでは400位程度にとどまり寒中水泳が決定したはずだが、ゴールを通り過ぎてそのまま走り続けるという奇行に走る。そこでメンバーが岡村が「42.195kmのフルマラソンを完走しようとする」事に気づく。途中給水無しで走り続け、このままだと脱水症状で命の危険があると知らされる中、途中の民家にあった猫除け水で給水し難を逃れた。その後、一度日本武道館に向けて走り、日本武道館到着後気づいてお台場に戻った。ギャラは完走後のおにぎり。

### 第7弾 劇団四季ライオン・キング出演
（2000年10月14日放送「今年で30しっとるケ!?ガオーッスペシャル!!」）
劇団四季から「ライオン・キング」出演のオファーが来たものの、ミュージカルを毛嫌いしていた岡村は、当初オファーを断る姿勢を見せる。だが、実際に『ライオン・キング』を観劇した岡村はその舞台に感銘を受けたことから「是非出演させてほしい」と態度を急変させ、オファーを受けることになる。岡村は当初主役のシンバ役を熱望したが、浅利慶太に即却下され、結局は浅利に言われた、草・ガゼル・ハイエナ・シンガーの4役を演じることになる。
岡村は「ハクナ・マタタ（心配ないさ）」の精神でプライドロック征服宣言を放ち、稽古を始めるが、他の団員と比べレベルが違いすぎ（低すぎ）たため、一番簡単な草役とガゼル役ですら出演が危ぶまれる。また特にハイエナ役にいたっては、左右の3回転ターンがある、ライオンキングの中でも最難関のハイエナダンスを習得しなければならず、岡村にとっては最難関の役となる。シンガー役では、シンバしか歌ってはいけない「王となる」という部分をどうしても歌ってしまうことに対し、指導者から何度も注意を受ける。しかし、岡村は努力の結果全ての役で合格をもらい、見事劇団四季の舞台を踏めることとなる。
初めの出番であるガゼル役では緊張しすぎて放心状態になったが、なんとかその役をこなす。ハイエナダンスで練習でも1度も決まらなかった左右3回転ターンを見事成功させるが、調子に乗ってガッツポーズをしてしまう。ハイエナダンスの成功に気を大きくした岡村は次の草の役で、「草の感情を表現する」という個性を出すために暴走を始める。そして最後のシンガー役では禁じられていた「王となる」をおもいっきり歌ってしまい、最後にはカメラ目線まで出してしまう。だが、多少の過剰演技はあったもののハイエナダンスの成功を含め、公演は大成功…と思いきや、出演を禁じられていたカーテンコールに、ハイエナとして出てしまう。カーテンコールでは定番の「最高!」というセリフを叫び、ブレイクダンスを踊り、なんとハイエナの地位にもかかわらずプライドロックに登り雄たけびを上げてしまう。さらにハイエナでありながらライオンの赤ちゃん（チュンバ）を産み落とすという奇跡を起こした。このことに対し、矢部は激怒したが、浅利は「心配していたけど、この人は大変な人だね。努力家で」と岡村の才能を評価し、彼を劇団四季に引き抜こうとまでした。
第一弾と並ぶ名作といわれている。ギャラはプライドロックで産み落としたチュンバ。
その15年後、「めちゃ²ピンチってるッ!」 2015年の放送の27時間テレビにて再びハイエナダンスを披露した。
肖像権に厳しい事で知られるディズニー作品をミュージカル化しているため、権利の問題でCSでの再放送・配信や赤DVDの発売が非常に困難とされている。

### 第8弾 モーニング娘。と修学旅行
（2001年10月13日放送「修学旅行で超×4+1いい感じスペシャル」）
「私立岡村女子高等学校。」の教師として修学旅行を引率した後、モーニング娘。のコンサートにメンバーの一人として出演。完璧なダンスをこなす姿は「モーニングおっさん。」と呼ばれた。ギャラはコンサートで着た歌衣裳（2点）。
詳細は私立岡村女子高等学校。 の項を参照のこと。

### 第9弾 具志堅用高とボクシング対決
（2004年7月25日放送、27時間テレビ内「めちゃオキ ダイヤモンドグローブ」。視聴率23.6%。オファーのいきさつなどは2005年10月8日放送）
27時間テレビの1年以上前にウィン三迫ボクシングジムの三迫将弘会長からオファーを受け、放送がいつ実現するか分からないままトレーニングを積んだ（その模様は第10弾・ゴルフ対決の放送当日である2005年10月8日の夕方に放送された）。27時間テレビでの実戦が決定し、適当な対戦相手を探すように命じられた中嶋優一AP（当時）の暴走で元世界王者・具志堅用高との対戦が決まった。27時間テレビのクライマックスで具志堅と4ラウンドを闘った。結果は岡村は3度のダウンを浴びるも、決してギブアップせず最後まで戦い抜いた。ギャラはプライスレス。
当初3ラウンドの予定が4ラウンドに増えたのは岡村の意思であるかのように生放送では映ったが、実際はレフェリーを務めた平仲明信の独断であったことが「MNN報道特集」（2004年9月11日放送）で暴露された。
テーマソングBGMはサバイバーの「Eye of The Tiger」

### 第10弾 横峯さくらとゴルフ対決
（2005年10月8日「第10回記念大会なんで狙えV10スペシャル」（3時間スペシャルの全編を使って放送）。視聴率18.5%。未公開集は11月5日放送）
横峯さくらの父・横峯良郎からオファーを受け、ゴルフを毛嫌いしていた岡村が鹿児島県にある良郎主催の子供用ゴルフ練習場「めだかクラブ」に泊り込みで修行するなどして、1週間で5000スイングを超える特訓を積んだ。
勝負の当日朝、岡村がプロゴルファー猿に扮して登場するボケがあったが、この時にキングコングの梶原雄太もプロゴルファー猿の格好で現れ、岡村と動きのキレや顔芸などで対決した。この時期にゴールデン進出した兄弟番組「はねるのトびら」のPRとなった。
さくらとのマッチプレーに敗れると、横峯良郎が独断でホールインワン対決をしようと言い出し、岡村がピンそば20cmにつけて勝利。なおプロとアマの対戦だがハンデキャップなしで戦った。ギャラは-10万円（マッチプレー勝負に負けてしまったため）。
鼻虫王者 ムシ寝起きキング・近くへ行きたいの元になった。
テーマソングは、SHŌGUN「男達のメロディ」。
この企画をきっかけに岡村はプライベートでもゴルフを趣味とするようになった（岡村隆史参照）。
2012年10月6日の16周年スペシャルでは、オファースペシャルで達成できなかったホールインワンを目指すべく、とんねるずの石橋貴明と対決。岡村が242球目にホールインワンを達成した。

### 第11弾 EXILEのライブに参加
（2007年10月6日放送「いい意味でヤバイっす オカザイルスペシャル」。視聴率18.0%。11月10日に15分拡大スペシャルで完全版を放送）
EXILEのリーダーのHIROからのオファーで岡村がライブにパフォーマーとして参加することになった。このオファーが収録された当時はめちゃイケ・EXILE共にメンバーを1人失ったことから意気投合した（詳細は『山本圭壱』及び『SHUN』を参照）。岡村が「オカザイル」(OKAXILE)と命名した。EXILEのダンスパフォーマンスのレベルの高さと年齢的な体力低下に伴い、岡村本人はライオンキングを超えるハードさと番組中語っていた。オカザイルポスターも作られた。
報酬はチェージューチェーマン（業界用語で11万円）。
ライブの収録は2007年8月4日、5日に行われた。当初はバックダンサーの子供たちと「WON'T BE LONG feat. NEVER LAND」でダンスするだけのはずであったが、パフォーマー5人のダンス「DANCER'S ANTHEM」に割り込んで参加したり、アンコールで「ちっちゃいATSUSHI」（髪型まで真似た）となって、ATSUSHIからマイクを奪い取って「Lovers Again」を歌い出した（その後ATSUSHIと岡村とのマイクの奪い合いとなった後、曲が中断してしまった）。最終的にはオカザイルの「Choo Choo 岡村TRAIN」なる曲に参加し、計4曲をこなした。
また、ライブの直前に岡村が志村けんの白鳥の湖の格好をしていたところに、前回同様、キングコングの梶原が岡村と同じ格好で登場、前回同様にキレなどで対決をした。
同年12月12日に発売されたEXILE6枚目のオリジナルアルバム『EXILE LOVE』（総合エンタテイメントバージョン／DISC-3：DVD）には、この「オカザイル」のライブの模様が収録され（テレビで放送したものとは別のバージョン）、全国の主要CDショップで総合エンタテイメントバージョンを購入すると先着順でエンディングに登場したものと同じオカザイルポスターが付いてくる特典があった（現在は終了）。また岡村オファーがきましたシリーズで、映像化したのはEXILEのアルバムが初である。
その5年後の2012年1月放送の「もうデブザイルなんて言わないでスペシャル」でも、岡村はEXILEのライブに出演している。

### 第12弾 杉山愛とテニスで真剣勝負
（2008年10月4日放送「心のエースをねらえ!絶対無二のスペシャル」。視聴率16.9%。未公開集を11月1日放送）
松岡修造からの「日本のテニス界の救世主になってほしい」というオファーを受け、テニス初心者の岡村が実質2週間の猛特訓の末、トッププロ杉山愛選手と真剣勝負をした。
松岡は自ら企画書を書くほど熱心だった（ビリーズブートキャンプ風のオリジナルDVD「熱血修造キャンプ」制作、試合直前に「エースをねらえ!」のミニコントを演じるなど）が、松岡本人は北京オリンピックの応援団長・キャスターとして現地入りし、特訓中の大半は不在であった。
杉山からエースを奪うという目標を立て、9月10日に兵庫県のビーンズドームで試合に挑んだ。全てのゲームを40-0から始めるというハンディキャップルールで行われた試合では、岡村と杉山は最終ゲームのデュースまでもつれ込む。最終的には杉山が勝利したが、練習してきたジャンピングスマッシュエースを決めるなど岡村は予想以上の活躍を見せ、松岡・杉山両名から絶賛された。

### 第13弾 市川海老蔵の歌舞伎に参加
（2013年9月21日放送「目指せ笑いの人間国宝イヨーッ!スペシャル」）
番外編のEXILEを除けば5年ぶり、休養後は初となるオファーであった。ゼロテレビ初回のゲストであった十一代目市川海老蔵が、自主公演の「ABKAI」に出演してみないかと冗談半分でオファーを行い、それを真に受けた岡村が「史上最短で人間国宝になる!」という目標を持って挑戦する。ギャラは博多華丸が演じるトーカ堂の北義則社長風に4万3000円。今回のオープニングで矢部からオファーが発表された際は拒否姿勢は一切なく、「やります!」と即答で承諾していた。
最初は自らの役も知らされないまま、わずか30日で習得すべく、自主公演の準備で多忙な海老蔵に代わり、兄弟子の六代目市川新蔵の下で基本的な所作を練習した。当初は歌舞伎独特の風合いが習得できず、練習を見た海老蔵からも酷評されたものの、岡村が好きな『半沢直樹』にも出演した六代目片岡愛之助にも指導を乞うなど積極的に練習し徐々に上達。一方で、持ち前のダンスの才能や運動神経でこなしてきた過去のオファーとは違い、細部の細かさなどが要求される歌舞伎であるため「精神的には一番つらい」と漏らす一幕もあった。
また、海老蔵自身が演じる役が一寸法師であることに「43歳にもなってチビ役は嫌だ。」と演出の宮本亜門に対し役の変更を交渉するも一蹴される一幕もあった。
出演がかかった前日リハーサルでは成長した姿を海老蔵に見せつけ無事に合格をもらう。直後に開かれたメンバーとの決起集会では、海老蔵の当たり役である助六を無断で使用している大久保の海老蔵への謝罪やガリタ食堂のカレーが振る舞われた直後、着ぐるみシンディー君に入っていた江頭2:50が乱入する。地上波番組での出演は全裸ライブ事件で略式起訴され謹慎してから148日ぶりの出演となった。海老蔵に対し「にらみ対決」や「口上対決」を行うも、口上では全裸ライブ事件の詳細や謝罪を行った。
翌日の本番では、いつになく緊張する岡村に海老蔵がジョークで和ませる一方、「アドリブは禁止」と釘を刺された状態で舞台へ。練習の成果を十分に発揮し、会場からは割れんばかりの拍手をもらった。しかし、海老蔵と愛之助がアドリブを入れて岡村をイジり始め、突然の出来事に硬直する事態となってしまったが、無事に出番を終えることができた。
だが、自ら「アドリブ禁止」を言っておきながらアドリブをぶっこんで岡村を困らせた海老蔵に対し「十倍返しだ!」と憤った岡村は、当初出ないはずのエンディングにも乱入し海老蔵と共に変なおじさんを踊ったまま終幕、さらに締めの挨拶にも登場し、観客からは「岡村屋!」の掛け声も飛んだ（あまりの出来過ぎた展開に矢部は「岡村が仕込んだのではないか?」と疑った）。さらに気をよくした岡村は歌舞伎でありながら舞台上でブレイクダンスを踊った。
ダメ出しをしようとする矢部に対し満足げな顔であいさつした岡村はそのままどこかへと向かう。そしてこのことがWオファー後半戦となる「EXILEライブ」へと続くようになっている。

### 第14弾 EXILEライブに二度参加
（2013年10月12日放送「もうオカザイルなんてやらねえよスペシャル」）
実は歌舞伎のオファーと同時にEXILEライブのオファーも依頼された岡村。というのもHIROが2013年末にパフォーマーを卒業しプロデュース業に専念するということで、最後の思い出としてライブに出演し、一番の思い出である「オカザイル」を復活させてほしいというものであった。
しかし、歌舞伎との両立による負担や「HIROは生涯現役を貫くと思った」「引退の挨拶に来なかった（10月12日放送分ではこの部分はカットされ完全版で放送）」「自分が狙っていた女優と結婚した」など岡村の妬み混じりの失望により断固拒否。しかし、説得のため幾度となくEXILEメンバーが訪れ、「出演のためならなんでもする」という言葉通り、めちゃイケ流の様々な課題（コーナー）に挑戦してもらった。
- MATSU・USA・MAKIDAIへは「ガリタ食堂」でガリタさんと同じ量を完食すれば出演を考えると提示されたものの、ガリタさんの食欲には耐えきれずギブアップ。
- TAKAHIRO・AKIRAへは「めちゃギントン」でめちゃイケメンバーに勝利すれば出演を考えると提示されたものの、1勝2敗で負けてしまい失敗。
- E-girlsへは「第2のあまちゃんを探せ」で潜水に挑戦し、デヴィ・スカルノが樹立した最高記録である59秒を越えたら出演を考えると提示。Ayaが1分1秒の新記録を樹立し出演決定…かと思いきや「全員が記録を超えたら出演」と条件を追加、E-girlsの抗議により武田杏香との同時潜水一騎討ちに挑み勝てば出演としたものの、卑怯な手を使いE-girlsが敗北し失敗（これらは完全版で放送）。
- EXILE TRIBEの面々には「男だらけの野球拳」でめちゃイケメンバーに勝利すれば出演を考えると提示されたものの、こちらも敗北してしまい失敗。

その一方ではあくまで「歌舞伎に使う筋肉を鍛え、リバウンドした体を元に戻すため」としてEXILE側には内緒で筋力トレーニングも並行して行われた。
そして完全に口説き落とそうと岡村の自宅に矢部がATSUSHIを連れて来訪。岡村に対し、HIROの引退は岡村が思っているようなものではなく、むしろEXILE自体がHIROに頼り切った状態からの卒業であることを告げられ（加えて、HIROが芸能関係者各位に送っていた引退宣言のメッセージが、ナイナイの元マネージャーの不手際により岡村に届いていなかったことが発覚し、「引退の挨拶がなかった」という誤解を謝罪した〈この件は完全版で放送〉）、ついに決心する。
ナゴヤドームでEXILEのライブが行われる中、岡村は歌舞伎のオファーを完了。そのままメイク車にてメイクを施し、顔を隠した状態で渋谷から名古屋へ移動（実際は日程に大幅な相違があるため編集でつないでいる）、「EXILE PRIDE 〜こんな世界を愛するため〜」の曲中に助六姿で乱入。今回の乱入はEXILEメンバーにも完全に秘密であった。ステージ上では密かに特訓していたダンスを見せ付け、さらに第2弾で披露した「ライジング岡村サン」、第1弾で披露した「ChooChoo岡村Train」を行い、大歓声の中オファーを終えることができた。
また、ダイエットでは「ライバルがいた方が頑張りやすい」という配慮により、ガリタ食堂で共演しライバルという関係性となった浜野謙太もダイエットに挑戦。2か月でどれだけ体脂肪率を落とせたかの勝負を行い、敗者は勝者の言うことを聞くという賭けを実行。結果は2か月の努力空しく「隠れ肥満」のままだった岡村に対し、体脂肪率を約半分まで落とした浜野の圧勝。約束通り浜野とその妻・Agathaのペアリング（約50万円）を購入させられた（この企画は未公開編で放送）。

### 第15弾 三浦大知のライブに参加
（2017年10月14日放送「ダンシングヒーローでゴイゴイスーペシャル!!」）
オファーシリーズ20周年記念企画。同じくデビュー20周年を迎えた三浦大知からダンスコラボをしてほしいとのオファーを受けるも、SMAP・EXILEと共演し「もう踊りたいダンスはない」と断固拒否する岡村。しかし、リハーサルでの『(RE)PLAY』ダンスを見た岡村は態度を一変させ、土下座してまで「踊らせてほしい」と「逆オファー」を行う。また、三浦のダンサーはいずれも世界的ダンサーばかりであることから、三浦の事務所であるライジングプロダクションの先輩であり、岡村もファンである荻野目洋子にちなみ「ダンシングヒーローになる!」を目標とすることに。
数多くのダンスを行ってきた岡村の中でも柔らかい振付となっている三浦のダンスには岡村も苦戦し、体力も相まって「20年で最も難しいダンス」と漏らすほど。そこで、岡村は三浦に内緒で同じ事務所のDA PUMPに「MVに登場する全てのダンス（サビ・ブレイク・ロック・ポップ・大サビ）に出たい」と告げ、ダンスを教えてもらうことに。また、歌のトップテンにて「ダンシング・ヒーロー」が年間5位となった記念の盾を勝手に持ち出して「今回のギャラ予定」として奮起する。途中ではさらに「Cry & Fight」での無音ダンスにも極秘で練習を始めた。
また、途中では「Holding Out for a Hero」に乗せて岡村の奮闘を流したり、同じくダンシング・ヒーローを持ちネタに使う平野ノラと偶然出くわして一緒に踊るコントも行われた。また、『さまぁ〜ずの神ギ問 ゴールデン初回SP』に出演した際には、収録時点ではオファー先がまだ極秘だったため、さまぁ〜ずの2人に対し今回のオファー先が吉幾三だと嘘をついた。
本番12日前にようやく三浦本人に対し今回の極秘プロジェクトを発表。さらに教わったダンサー全員も出演すると交渉し、三浦からOKをもらう。そして、翌日の本番前テストにも合格をもらい出演が決定。本番4日前にはめちゃイケメンバーによる盆踊り形式の決起集会を開催。さらにシークレットゲストとして荻野目本人も登場し全員でダンシングヒーローを踊った。また、この際には山本も登場し、12年ぶりにオファーシリーズでの「極楽劇場」が行われた（未公開で放送）。
本番当日。オファーシリーズでは初となる1曲目からのダンスに対し、絶対にばれないよう、ダンサーのPURIに似せた帽子と付け髭をして途中で入れ替わるということに。いざ本番が始まると全く綺麗に入れ替わるという「完全犯罪」を成し遂げ、そのまま無音ダンスも完遂。が、ステージからはける際に事前に「やってはいけない」と釘を刺されたガッツポーズをしてしまう。
続いての『(RE)PLAY』では帽子をかぶって登場するはずがいきなり顔出しで登場。が、歓声に気を良くして大技のウインドミルを初っ端に出すなどテンションがアップ。その後も時折へたりながらもロックダンス・ポップダンスを抜け、ラストの大サビでは三浦と同じ衣装をつけてセンターでダンシングヒーローを決めた。
モニタリングルームでは「さすがにやりすぎ」と腹を立てる矢部に対し、岡村に持っていかれた空気を再び立て直す三浦。が、『仮面ライダーエグゼイド』の主題歌『EXCITE』にて三度岡村が登場。実は事前に「仮面ライダーとして出たい」と出演を希望した仮面ライダー好きの岡村に対し、三浦が「仮面ライダーの世界観が崩れるから無理」と拒否していたのだが、岡村はドン・キホーテで購入したショッカー戦闘員風の衣装で「世界観が崩れない」と解釈、着用して登場しダンスした。
ライブ後、ダンサーからは祝福されるが三浦の怒りを心配する矢部に対し、三浦もぶっ壊しを含めてライブの成功を感謝。また、ギャラとして荻野目の歌のトップテンでの盾を模した「オリジナルの盾」を三浦から贈られた。
完結編ではこれまでにお世話になったダンサー達の普段の仕事場へ岡村がブラックスカル姿で登場し、お礼の粗品としてブラックスカルの衣装をプレゼント。最後は全員ブラックスカルの恰好で行う『(RE)PLAY ブラックスカル版』を披露した。
このロケ終了後、岡村はロケ車の中で片岡総監督から翌年3月での番組終了を告げられ、同時に視聴者に対しても番組終了が正式に発表された。